# La Unión, Tlatlaya
La Unión är en ort i Mexiko.   Den ligger i kommunen Tlatlaya och delstaten Mexiko, i den södra delen av landet, 140 km sydväst om huvudstaden Mexico City. La Unión ligger 1 125 meter över havet och antalet invånare är 110.
Terrängen runt La Unión är huvudsakligen kuperad, men söderut är den bergig. Runt La Unión är det ganska glesbefolkat, med 47 invånare per kvadratkilometer. Närmaste större samhälle är Amatepec, 5,5 km nordost om La Unión. I omgivningarna runt La Unión växer huvudsakligen savannskog.